# Aguenit
Aguenit (traslitterata anche come Agounit, Aghounit, Aghoueinit, Agueinit, Agwenit, Agwanit, Agüenit o Aguanit) è un villaggio del Sahara Occidentale nella regione del Río de Oro, sul confine mauritano.

## Geografia fisica
È situata pochi chilometri a ovest dal confine mauritano, fa parte della regione del Río de Oro.
La sua altitudine è di 310 msm.
Aguenit è fra i pochi luoghi abitati del centro sud del Sahara Occidentale nella zona libera all'esterno del muro marocchino

## Aguenit a Tindouf
Nelle quattro wilaya in cui si strutturano i campi dei rifugiati Saharawi a Tindouf, Aguenit è una daira nella wilaya di Auserd della RASD.

## Amministrazione

### Gemellaggi
- Amurrio, Álava, Paesi Baschi, Spagna
- Busturia, Biscaglia, Paesi Baschi, Spagna
- Campiglia Marittima, Livorno, Toscana, Italia
- Gatika, Biscaglia, Paesi Baschi, Spagna
- Lapuebla de Labarca, Álava, Paesi Baschi, Spagna
- Mallabia, Biscaglia, Paesi Baschi, Spagna
- Motril, Granada, Andalusia, Spagna
- Poggio a Caiano, Prato, Toscana, Italia
- Ponsacco, Pisa, Toscana, Italia
- Portoferraio, Livorno, Toscana, Italia (dall'8 novembre 2004)
- Rignano sull'Arno, Firenze, Toscana, Italia
- Quarrata, Pistoia, Toscana, Italia
- Puçol, Valencia, Comunità Valenzana, Spagna (dal 1º settembre 2002)
- Tres Cantos, Madrid, Spagna (dal 1995)